# UAE Team Emirates w sezonie 2022
UAE Team Emirates w sezonie 2022 – podsumowanie występów zawodowej grupy kolarskiej UAE Team Emirates w sezonie 2022, w którym należała ona do dywizji UCI WorldTeams.

## Transfery
Opracowano na podstawie:
| Przybyli         | Przybyli                  | Odeszli               | Odeszli                            |
| Kolarz           | Poprzednia grupa (2021)   | Kolarz                | Nowa grupa (2022)                  |
| ---------------- | ------------------------- | --------------------- | ---------------------------------- |
| Pascal Ackermann | Bora-Hansgrohe            | Alexander Kristoff    | Intermarché-Wanty-Gobert Matériaux |
| George Bennett   | Team Jumbo-Visma          | Marco Marcato         | –                                  |
| João Almeida     | Deceuninck-Quick Step     | David de la Cruz      | Astana Qazaqstan Team              |
| Marc Soler       | Movistar Team             | Joe Dombrowski        | Astana Qazaqstan Team              |
| Álvaro Hodeg     | Deceuninck-Quick Step     | Valerio Conti         | Astana Qazaqstan Team              |
| Alexys Brunel    | Groupama-FDJ              | Sven Erik Bystrøm     | Intermarché-Wanty-Gobert Matériaux |
| Joël Suter       | Bingoal Pauwels Sauces WB | Alaksandr Rabuszenka  | Astana Qazaqstan Team              |
| Felix Groß       | Rad-net Rose Team         | Cristian Camilo Muñoz | EPM-Scott                          |

## Skład
Opracowano na podstawie:
| Skład drużyny 2022                       | Skład drużyny 2022   | Skład drużyny 2022           | Skład drużyny 2022                  |
| Imię i nazwisko                          | Data urodzenia       | Państwo                      | Poprzednia grupa                    |
| ---------------------------------------- | -------------------- | ---------------------------- | ----------------------------------- |
| Pascal Ackermann                         | 17 stycznia 1994     | Niemcy                       | Bora-Hansgrohe (2021)               |
| João Almeida                             | 5 sierpnia 1998      | Portugalia                   | Deceuninck-Quick Step (2021)        |
| Andrés Camilo Ardila                     | 2 czerwca 1999       | Kolumbia                     | EPM (2019)                          |
| Juan Ayuso                               | 16 września 2002     | Hiszpania                    | Colpack-Ballan (2021)               |
| George Bennett                           | 7 kwietnia 1990      | Nowa Zelandia                | Jumbo-Visma (2021)                  |
| Mikkel Norsgaard Bjerg                   | 3 listopada 1998     | Dania                        | Hagens Berman Axeon (2019)          |
| Alexys Brunel (1 sty–22 cze)             | 10 października 1998 | Francja                      | Groupama-FDJ (2021)                 |
| Rui Costa                                | 5 października 1986  | Portugalia                   | Movistar Team (2013)                |
| Alessandro Covi                          | 28 września 1998     | Włochy                       | Colpack (2019)                      |
| Finn Fisher-Black                        | 21 grudnia 2001      | Nowa Zelandia                | Jumbo-Visma Development Team (2021) |
| Davide Formolo                           | 25 października 1992 | Włochy                       | Bora-Hansgrohe (2019)               |
| Fernando Gaviria                         | 19 sierpnia 1994     | Kolumbia                     | Quick-Step Floors (2018)            |
| Ryan Gibbons                             | 13 sierpnia 1994     | Południowa Afryka            | NTT Pro Cycling (2020)              |
| Felix Groß                               | 4 września 1998      | Niemcy                       | Rad-net Rose Team (2021)            |
| Marc Hirschi                             | 24 sierpnia 1998     | Szwajcaria                   | Team Sunweb (2020)                  |
| Álvaro Hodeg                             | 16 września 1996     | Kolumbia                     | Deceuninck-Quick Step (2021)        |
| Vegard Stake Laengen                     | 7 lutego 1989        | Norwegia                     | IAM Cycling (2016)                  |
| Rafał Majka                              | 12 września 1989     | Polska                       | Bora-Hansgrohe (2020)               |
| Brandon McNulty                          | 2 kwietnia 1998      | Stany Zjednoczone            | Rally UHC Cycling (2019)            |
| Yousif Mirza                             | 8 października 1988  | Zjednoczone Emiraty Arabskie | Al Nasr-Dubai (2016)                |
| Juan Sebastián Molano                    | 4 listopada 1994     | Kolumbia                     | Manzana Postobón (2018)             |
| Ivo Oliveira                             | 5 września 1996      | Portugalia                   | Hagens Berman Axeon (2018)          |
| Rui Oliveira                             | 5 września 1996      | Portugalia                   | Hagens Berman Axeon (2018)          |
| Tadej Pogačar                            | 21 września 1998     | Słowenia                     | Ljubljana Gusto Xaurum (2018)       |
| Jan Polanc                               | 6 maja 1992          | Słowenia                     | Radenska (2013)                     |
| Marc Soler                               | 22 listopada 1993    | Hiszpania                    | Movistar Team (2021)                |
| Joël Suter                               | 25 października 1998 | Szwajcaria                   | Bingoal Pauwels Sauces WB (2021)    |
| Matteo Trentin                           | 2 sierpnia 1989      | Włochy                       | CCC Team (2020)                     |
| Oliviero Troia                           | 1 września 1994      | Włochy                       | Colpack (2016)                      |
| Diego Ulissi                             | 15 lipca 1989        | Włochy                       |                                     |
| Maximiliano Richeze                      | 7 marca 1983         | Argentyna                    | Deceuninck-Quick Step (2019)        |
| Arthur Kluckers (1 sie–31 gru, stażysta) | 15 marca 2000        | Luksemburg                   | Leopard Pro Cycling (2022)          |
| Oliver Knight (1 sie–31 gru, stażysta)   | 25 stycznia 2001     | Wielka Brytania              | AVC Aix-en-Provence (2022)          |
| Kasper Andersen (1 sie–31 gru, stażysta) | 1 lipca 2002         | Dania                        | ColoQuick (2021)                    |
|                                          |                      |                              |                                     |
| Źródła: ProCyclingStats Cycling Archives |                      |                              |                                     |

## Zwycięstwa
Opracowano na podstawie:
| Zwycięstwa      | Zwycięstwa                                                                | Zwycięstwa                   | Zwycięstwa | Zwycięstwa            | Zwycięstwa |
| Data            | Wyścig                                                                    | Państwo                      | Kategoria  | Zwycięzca             |            |
| --------------- | ------------------------------------------------------------------------- | ---------------------------- | ---------- | --------------------- | ---------- |
| 26 sty          | Trofeo Calvià                                                             | Hiszpania                    | 1.1        | Brandon McNulty       |            |
| 10 lut          | Tour of Oman, 1. etap                                                     | Oman                         | 2.Pro      | Fernando Gaviria      |            |
| 12 lut          | Vuelta a Murcia                                                           | Hiszpania                    | 1.1        | Alessandro Covi       |            |
| 15 lut          | Tour of Oman, 6. etap                                                     | Oman                         | 2.Pro      | Fernando Gaviria      |            |
| 17 lut          | Vuelta a Andalucía, 2. etap                                               | Hiszpania                    | 2.Pro      | Alessandro Covi       |            |
| 23 lut          | UAE Tour, 4. etap                                                         | Zjednoczone Emiraty Arabskie | 2.UWT      | Tadej Pogačar         |            |
| 26 lut          | UAE Tour, 7. etap                                                         | Zjednoczone Emiraty Arabskie | 2.UWT      | Tadej Pogačar         |            |
| 26 lutego 2022  | UAE Tour, klasyfikacja generalna                                          | Zjednoczone Emiraty Arabskie | 2.UWT      | Tadej Pogačar         |            |
| 26 lut          | Ardèche Classic                                                           | Francja                      | 1.Pro      | Brandon McNulty       |            |
| 1 mar           | Le Samyn                                                                  | Belgia                       | 1.1        | Matteo Trentin        |            |
| 2 mar           | Trofeo Laigueglia                                                         | Włochy                       | 1.Pro      | Jan Polanc            |            |
| 4 mar           | Mistrzostwa Zjednoczonych Emiratów Arabskich – jazda indywidualna na czas | Zjednoczone Emiraty Arabskie | CN         | Yousif Mirza          |            |
| 5 mar           | Strade Bianche                                                            | Włochy                       | 1.UWT      | Tadej Pogačar         |            |
| 10 mar          | Tirreno-Adriático, 4. etap                                                | Włochy                       | 2.UWT      | Tadej Pogačar         |            |
| 10 mar          | Paryż-Nicea, 5. etap                                                      | Francja                      | 2.UWT      | Brandon McNulty       |            |
| 12 mar          | Tirreno-Adriático, 6. etap                                                | Włochy                       | 2.UWT      | Tadej Pogačar         |            |
| 12 mar          | Mistrzostwa Zjednoczonych Emiratów Arabskich – start wspólny              | Zjednoczone Emiraty Arabskie | CN         | Yousif Mirza          |            |
| 13 marca 2022   | Tirreno-Adriático, klasyfikacja generalna                                 | Włochy                       | 2.UWT      | Tadej Pogačar         |            |
| 18 mar          | Bredene Koksijde Classic                                                  | Belgia                       | 1.Pro      | Pascal Ackermann      |            |
| 20 mar          | Per sempre Alfredo                                                        | Włochy                       | 1.1        | Marc Hirschi          |            |
| 24 mar          | Volta Ciclista a Catalunya, 4. etap                                       | Hiszpania                    | 2.UWT      | João Almeida          |            |
| 27 mar          | GP Industria & Artigianato di Larciano                                    | Włochy                       | 1.Pro      | Diego Ulissi          |            |
| 28 maj          | Giro d’Italia, 20. etap                                                   | Włochy                       | 2.UWT      | Alessandro Covi       |            |
| 29 maj          | Boucles de la Mayenne, 4. etap                                            | Francja                      | 2.Pro      | Juan Sebastián Molano |            |
| 10 cze          | Grosser Preis des Kantons Aargau                                          | Szwajcaria                   | 1.1        | Marc Hirschi          |            |
| 15 cze          | Dirka po Sloveniji, 1. etap                                               | Słowenia                     | 2.Pro      | Rafał Majka           |            |
| 17 cze          | Dirka po Sloveniji, 3. etap                                               | Słowenia                     | 2.Pro      | Tadej Pogačar         |            |
| 18 cze          | Dirka po Sloveniji, 4. etap                                               | Słowenia                     | 2.Pro      | Rafał Majka           |            |
| 19 czerwca 2022 | Dirka po Sloveniji, klasyfikacja generalna                                | Słowenia                     | 2.Pro      | Tadej Pogačar         |            |
| 19 cze          | Dirka po Sloveniji, 5. etap                                               | Słowenia                     | 2.Pro      | Tadej Pogačar         |            |
| 23 cze          | Mistrzostwa Szwajcarii – jazda indywidualna na czas                       | Szwajcaria                   | CN         | Joël Suter            |            |
| 26 cze          | Mistrzostwa Portugalii – start wspólny                                    | Portugalia                   | CN         | João Almeida          |            |
| 7 lip           | Tour de France, 6. etap                                                   | Francja                      | 2.UWT      | Tadej Pogačar         |            |
| 8 lip           | Tour de France, 7. etap                                                   | Francja                      | 2.UWT      | Tadej Pogačar         |            |
| 20 lip          | Tour de France, 17. etap                                                  | Francja                      | 2.UWT      | Tadej Pogačar         |            |
| 31 lip          | Circuito de Getxo                                                         | Hiszpania                    | 1.1        | Juan Ayuso            |            |
| 2 sie           | Tour de Pologne, 4. etap                                                  | Polska                       | 2.UWT      | Pascal Ackermann      |            |
| 6 sie           | Vuelta a Burgos, 5. etap                                                  | Hiszpania                    | 2.Pro      | João Almeida          |            |
| 18 sie          | Tour du Limousin, 3. etap                                                 | Francja                      | 2.1        | Diego Ulissi          |            |
| 24 sie          | Vuelta a España, 5. etap                                                  | Hiszpania                    | 2.UWT      | Marc Soler            |            |
| 11 wrz          | Grand Prix Cycliste de Montréal                                           | Kanada                       | 1.UWT      | Tadej Pogačar         |            |
| 11 wrz          | Vuelta a España, 21. etap                                                 | Hiszpania                    | 2.UWT      | Juan Sebastián Molano |            |
| 14 wrz          | Tour de Luxembourg, 2. etap                                               | Luksemburg                   | 2.Pro      | Matteo Trentin        |            |
| 14 wrz          | Giro di Toscana                                                           | Włochy                       | 1.1        | Marc Hirschi          |            |

## Ranking UCI
| Ranking UCI | Ranking UCI            | Ranking UCI                  | Ranking UCI |
| Kolarz      | Kolarz                 | Państwo                      | Punkty      |
| ----------- | ---------------------- | ---------------------------- | ----------- |
| 1.          | Tadej Pogačar          | Słowenia                     | 5131 pkt    |
| 25.         | Juan Ayuso             | Hiszpania                    | 1605.5 pkt  |
| 40.         | João Almeida           | Portugalia                   | 1202.5 pkt  |
| 45.         | Matteo Trentin         | Włochy                       | 1153 pkt    |
| 57.         | Diego Ulissi           | Włochy                       | 974 pkt     |
| 60.         | Marc Hirschi           | Szwajcaria                   | 931 pkt     |
| 62.         | Brandon McNulty        | Stany Zjednoczone            | 880.5 pkt   |
| 130.        | Alessandro Covi        | Włochy                       | 536 pkt     |
| 156.        | Fernando Gaviria       | Kolumbia                     | 466 pkt     |
| 170.        | Pascal Ackermann       | Niemcy                       | 443.5 pkt   |
| 180.        | Jan Polanc             | Słowenia                     | 428.5 pkt   |
| 204.        | George Bennett         | Nowa Zelandia                | 375.17 pkt  |
| 215.        | Rafał Majka            | Polska                       | 348 pkt     |
| 232.        | Marc Soler             | Hiszpania                    | 324.5 pkt   |
| 242.        | Davide Formolo         | Włochy                       | 314 pkt     |
| 289.        | Juan Sebastián Molano  | Kolumbia                     | 250.5 pkt   |
| 297.        | Rui Costa              | Portugalia                   | 242 pkt     |
| 413.        | Joël Suter             | Szwajcaria                   | 165 pkt     |
| 419.        | Ryan Gibbons           | Południowa Afryka            | 161 pkt     |
| 477.        | Yousif Mirza           | Zjednoczone Emiraty Arabskie | 135 pkt     |
| 480.        | Rui Oliveira           | Portugalia                   | 134 pkt     |
| 598.        | Mikkel Norsgaard Bjerg | Dania                        | 99.33 pkt   |
| 866.        | Finn Fisher-Black      | Nowa Zelandia                | 60 pkt      |
| 1136.       | Ivo Oliveira           | Portugalia                   | 40.5 pkt    |
| 1182.       | Felix Groß             | Niemcy                       | 38 pkt      |
| 1556.       | Vegard Stake Laengen   | Norwegia                     | 21 pkt      |
| 1881.       | Oliviero Troia         | Włochy                       | 13 pkt      |